# 附属機関
附属機関（ふぞくきかん）とは、調査・研究・審議などを行うため組織に附属して設置される機関。

## 国における附属機関
国の行政機関における附属機関には、国家行政組織法（昭和23年法律第120号）により法律の定める所掌事務の範囲内で、法律又は政令の定めるところにより、次の機関が設置できることが規定されている。
- 重要事項に関する調査審議、不服審査その他学識経験を有する者等の合議により処理することが適当な事務をつかさどらせるための合議制の機関（国家行政組織法第8条）→審議会を参照
- 試験研究機関、検査検定機関、文教研修施設（これらに類する機関及び施設を含む。）、医療更生施設、矯正収容施設及び作業施設（国家行政組織法第8条の2））→施設等機関を参照
- 特別の機関

## 地方公共団体における附属機関
普通地方公共団体は、法律又は条例の定めるところにより、執行機関の附属機関として自治紛争処理委員、審査会、審議会、調査会その他の調停、審査、諮問又は調査のための機関を置くことができるとされ、附属機関を組織する委員その他の構成員は、非常勤とされる。また、附属機関の庶務は、法律又はこれに基く政令に特別の定があるものを除く外、その属する執行機関において掌るものとされる。（地方自治法第138条の4第3項、第202条の3）